# David Vlajčić
David Vlajčić (Vukovar, 1. srpnja 1987.), hrvatski političar i pravnik, ministar poljoprivrede, šumarstva i ribarstva u šesnaestoj Vladi Republike Hrvatske.

## Životopis
Obrazovanje je stekao na Pravnom fakultetu Sveučilišta J.J. Strossmayera u Osijeku, gdje je 2011. godine magistrirao pravo. Prethodno je završio Ekonomsku školu Vukovar, smjer upravni referent.
Svoju profesionalnu karijeru započeo je 2012. godine kao tajnik u nekoliko vukovarskih obrazovnih ustanova - Srednjoj strukovnoj školi „Marko Babić”, Gimnaziji Vukovar te Osnovnoj školi Mitnica. Od 2018. do 2020. obnašao je dužnost pročelnika Upravnog odjela za zdravstvo Vukovarsko-srijemske županije. U razdoblju od 2020. do 2022. radio je kao viši savjetnik-specijalist u županijskom Upravnom odjelu za gospodarstvo i održivi razvoj, nakon čega je postao pomoćnik direktora trgovačkog društva „Vukovarska gospodarska zona” d.o.o.
U srpnju 2024. imenovan je državnim tajnikom u Ministarstvu prostornoga uređenja, graditeljstva i državne imovine, gdje se istaknuo kao predsjednik radne skupine za izradu novog Zakona o grobljima. Usporedno s profesionalnom karijerom, od 2017. do 2024. bio je aktivan u mjesnoj politici kao vijećnik Gradskog vijeća Grada Vukovara, u kojemu je od 2021. do 2024. obnašao dužnost potpredsjednika.
Položio je državni stručni ispit (2019.), stručni ispit za djelatnika u pismohranama (2014.), te stekao certifikat iz područja javne nabave (2023.). 
Na mjesto ministra poljoprivrede izabran je kao član Domovinskog pokreta, naslijedivši na toj dužnosti Josipa Dabru.